# Vila Nova de Poiares
Vila Nova de Poiares – miejscowość w Portugalii, leżąca w dystrykcie Coimbra, w regionie Centrum w podregionie Pinhal Interior Norte. Miejscowość jest siedzibą gminy o tej samej nazwie. Dla miasta Vila Nova de Poiares partnerem jest polska miejscowość Mielec.

## Demografia
| Liczba ludności gminy Vila Nova de Poiares (1849–2011) | Liczba ludności gminy Vila Nova de Poiares (1849–2011) | Liczba ludności gminy Vila Nova de Poiares (1849–2011) | Liczba ludności gminy Vila Nova de Poiares (1849–2011) | Liczba ludności gminy Vila Nova de Poiares (1849–2011) | Liczba ludności gminy Vila Nova de Poiares (1849–2011) | Liczba ludności gminy Vila Nova de Poiares (1849–2011) | Liczba ludności gminy Vila Nova de Poiares (1849–2011) | Liczba ludności gminy Vila Nova de Poiares (1849–2011) |
| ------------------------------------------------------ | ------------------------------------------------------ | ------------------------------------------------------ | ------------------------------------------------------ | ------------------------------------------------------ | ------------------------------------------------------ | ------------------------------------------------------ | ------------------------------------------------------ | ------------------------------------------------------ |
| 1849                                                   | 1900                                                   | 1930                                                   | 1960                                                   | 1981                                                   | 1991                                                   | 2001                                                   | 2004                                                   | 2011                                                   |
| 6 848                                                  | 7 900                                                  | 7 763                                                  | 7 518                                                  | 6 649                                                  | 6 161                                                  | 7 061                                                  | 7 291                                                  | 7 281                                                  |

## Sołectwa
Sołectwa gminy Vila Nova de Poiares (ludność wg stanu na 2011 r.):
- Arrifana – 1440 osób
- Lavegadas – 204 osoby
- Poiares – 4306 osób
- São Miguel de Poiares – 1331 osób